# Михайловка (Кармаскалинський район)
Миха́йловка (рос. Михайловка, башк. Михайловка) — присілок у складі Кармаскалинського району Башкортостану, Росія. Входить до складу Карламанської сільської ради.
Населення — 2 особи (2010; 3 в 2002).
Національний склад:
- росіяни — 100 %